# 虞子期
虞子期（ぐ しき、拼音：Yú Zǐ-qī）は、明代に甄偉によって書かれた『西漢通俗演義』に出てくる虚構の人物であり、虞姫の弟とされている。項羽の軍の武将である。彼は項羽の叔父の項梁が反秦の反乱を起こす手助けをしている。しかし、後の文学作品では、虞姫の兄とされ、西楚の武将として、項羽に最後まで付き従ったとされている。
中国のテレビドラマ『楚漢驕雄』では、邵卓尭が虞子期を演じている。

## 人物考証
虞姫の家族は、『史記』『漢書』『資治通鑑』などの正式な史書どころか、野史にもまったく触れられていない。虞子期の名が最初に出てくるのは、明代の甄偉が著した『西漢通俗演義』が最初である。甄偉が明代の人であり、その著書が演義という通俗小説であることから、虞子期は虚構の人物であることは間違いない。しかし、清代に多く書かれた小説には彼の名が取りあげられ、『中国歴代通俗演義』では、項羽の五大将の一人となっている（他の四人は実在の人物である） 。